# Phylloscopus subaffinis
A Phylloscopus subaffinis a verébalakúak (Passeriformes) rendjébe, ezen belül a füzikefélék (Phylloscopidae) családjába és a Phylloscopus nembe tartozó faj. 11 centiméter hosszú. Kína, észak-Mianmar és észak-Vietnám hegyvidéki erdős, bokros területein költ, télre Délkelet-Ázsia északi részeire vonul. Többnyire rovarokkal, pókokkal táplálkozik. Májustól júliusig költ. Fészekalja négy tojásból áll.

## Fordítás
- Ez a szócikk részben vagy egészben  a   Buff-throated warbler című angol Wikipédia-szócikk fordításán alapul.  Az eredeti cikk szerkesztőit annak laptörténete sorolja fel. Ez a jelzés csupán a megfogalmazás eredetét és a szerzői jogokat jelzi, nem szolgál a cikkben szereplő információk forrásmegjelöléseként.